# ایوان گولگانگ کالی
 ایوان گولگانگ کالی (انگلیسی: Evonne Goolagong Cawley؛ زاده ۳۱ ژوئیهٔ ۱۹۵۱) یک تنیس‌باز اهل استرالیا است.